# Александров, Юрий Александрович (хоккеист)
Ю́рий Алекса́ндрович Алекса́ндров (род. 24 июня 1988, Череповец) — российский хоккеист, защитник.

## Биография
Воспитанник череповецкого хоккея. Начал карьеру в 2005 году в родной «Северстали» после того, как несколько сезонов отыграл за фарм-клуб. Зарекомендовал себя как одного из основных защитников клуба, отличаясь, в первую очередь, отличным катанием и силовой борьбой. в 2006 году на драфте НХЛ был выбран во 2 раунде под общим 37 номером клубом «Бостон Брюинз». За пять сезонов, проведённых в родном клубе, в 224 матчах набрал 41 (16+25) очко.
29 мая 2010 года подписал двухлетний контракт с «Бостоном» стоимостью в $1,5 млн. Так как контракт являлся двухсторонним, Александров начал сезон 2010/11 в составе клуба АХЛ «Провиденс Брюинз». 12 апреля 2011 года был впервые вызван в состав «Бостона» для подготовки к матчам плей-офф, однако, в НХЛ так и не сыграл, проведя 66 матчей, и набрав 19 (6+13) очков в составе «Провиденс».
23 августа 2011 года Дисциплинарный комитет КХЛ присвоил Александрову статус неограниченно свободного агента, что вызвало большое возмущение со стороны «Северстали», которая обладала правами на игрока. Тем не менее, 26 августа Александров заключил двухлетнее соглашение с петербургским СКА. Впоследствии, после модификации статусов «права» и «конфликт», все права на Александрова окончательно перешли к армейскому клубу, а «Северсталь» взамен получила денежную компенсацию.
В составе СКА провёл 14 матчей, в которых набрал 2 (1+1) очка, после чего был обменян в омский «Авангарда» на Андрея Первышина. Вышел в финал Кубка Гагарина, в 34 матчах набрав 11 (4+7) баллов. 20 марта 2012 года права на Александрова в НХЛ перешли к «Нью-Йорк Айлендерс».
В июне 2012 года Александров был обменян обратно в СКА. 4 августа 2015 года подписал однолетний контракт с омским «Авангардом».
В сентябре 2016 года «Монреаль» подписал пробный контракт с Александровым.
13 октября 2016 года подписал контракт с клубом «Сочи». Два года был капитаном команды.

### В сборной
В составе сборной России Александров принимал участие в юниорском чемпионате мира 2006 года, на котором россияне заняли 5 место, а Александров набрал 3 (1+2) очка в 6 проведённых матчах. Также выступал на молодёжных чемпионатах мира 2007 и 2008 годов, на которых он сначала стал серебряным, а затем и бронзовым призёром призёром, в 13 матчах набрав 1 (1+0) очко.

## Достижения
- Серебряный призёр молодёжного чемпионата мира 2007.
- Бронзовый призёр молодёжного чемпионата мира 2008.
- Финалист Кубка Гагарина 2012.
- Серебряный призёр чемпионата КХЛ 2012.
- Бронзовый призёр чемпионата КХЛ 2013.
- Обладатель Кубка Гагарина 2014/2015 в составе СКА.

## Статистика
| Легенда | Легенда                    | Легенда | Легенда                   | Легенда | Легенда    |
| ------- | -------------------------- | ------- | ------------------------- | ------- | ---------- |
| И       | Количество проведённых игр | Штр     | Штрафное время            | +/−     | Плюс-минус |
| Г       | Голы                       | П       | Голевые передачи          | О       | Очки       |
| -       | Статистика неизвестна      | —       | Статистика не учитывалась |         |            |